# Abrial A-12 Bagoas
Abrial A-12 Bagoas — весьма необычный экспериментальный планёр, построенный Жоржем Абриалем в 1931 году. Он был бесхвостым и, в отличие от обычных планёров, имел очень компактные пропорции (1:6). После успешных испытаний в аэродинамической трубе Абриаль построил полноразмерную версию. Из-за большого количества проблем проект был заброшен в 1932 году и был назван «Багоем» по имени персидского отравителя.